# Эносима
Эносима (яп. 江の島) — небольшой остров вулканического происхождения в Японии, в префектуре Канагава. Административно является частью города Фудзисава, связан с районом Катасэ этого города на материке 600-метровым мостом. Остров около четырёх километров окружностью. Расположен в заливе Сагами в устье реки Катасэ, в 20 км от Иокогамы и в 50 км от Токио.

## Достопримечательности
На этом острове расположены ботанический сад, созданный в 1882 году жившим в Японии британским предпринимателем Сэмюэлем Кокингом, маяк со смотровой площадкой Эносимская морская свеча и святилище Эносима-дзиндзя в честь трёх синтоистских богинь, главное святилище богини Бэндзайтэн, одного из семи богов счастья.
Эносима — одно из любимых мест летнего времяпрепровождения жителей Токио и одно из популярных мест для туризма в префектуре Канагава. Бэндзайтэн известна как покровительница искусств, музыки и любви, и к статуе помолиться приходят звёзды шоу-бизнеса. Также на острове находятся пещеры Эносима-Ивая (岩屋), популярный объект спелеотуризма.

## Легенды
Согласно Эносима Энги(история храмов и святынь на острове Эносима, написанной японским буддийским монахом Кокэй в 1047 году), в 552 году богиня Бэндзайтэн, в ответ на притеснение людей драконом Гозурю, подняла остров Эносима со дна залива, чтобы он стал её жилищем.
Бэндзайтэн, богиня музыки и развлечений, почитается на острове.

## Яхтенная гавань Эносима
К 1964 году, специально для проведения соревнований по парусному спорту во время Летних Олимпийских игр 1964 года, на побережье Эносимы была построена «олимпийская» гавань. Парусная регата Летних Олимпийских игр 2020 года также прошла в Эносиме.

## Галерея

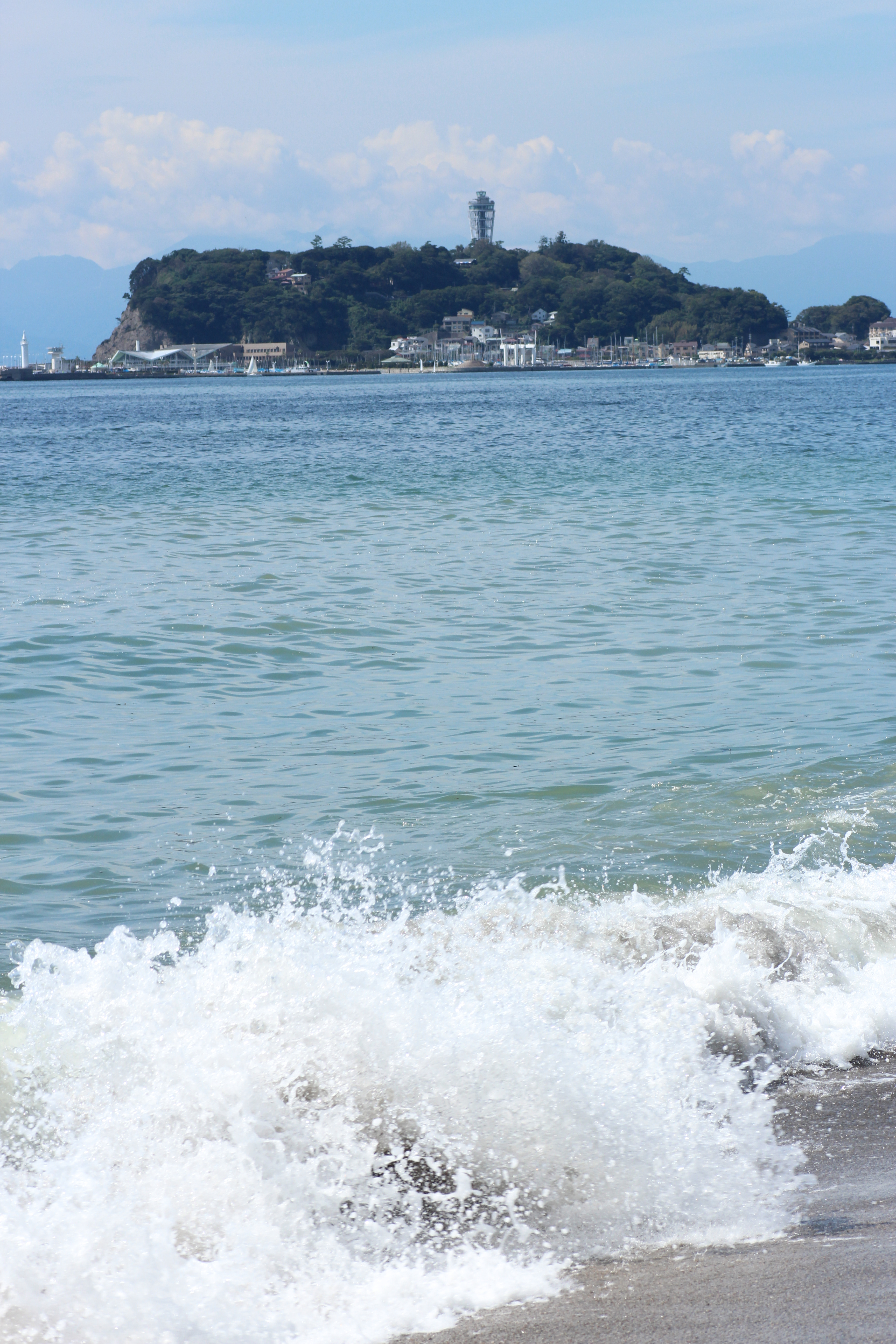
Эносима и пляж Шонан
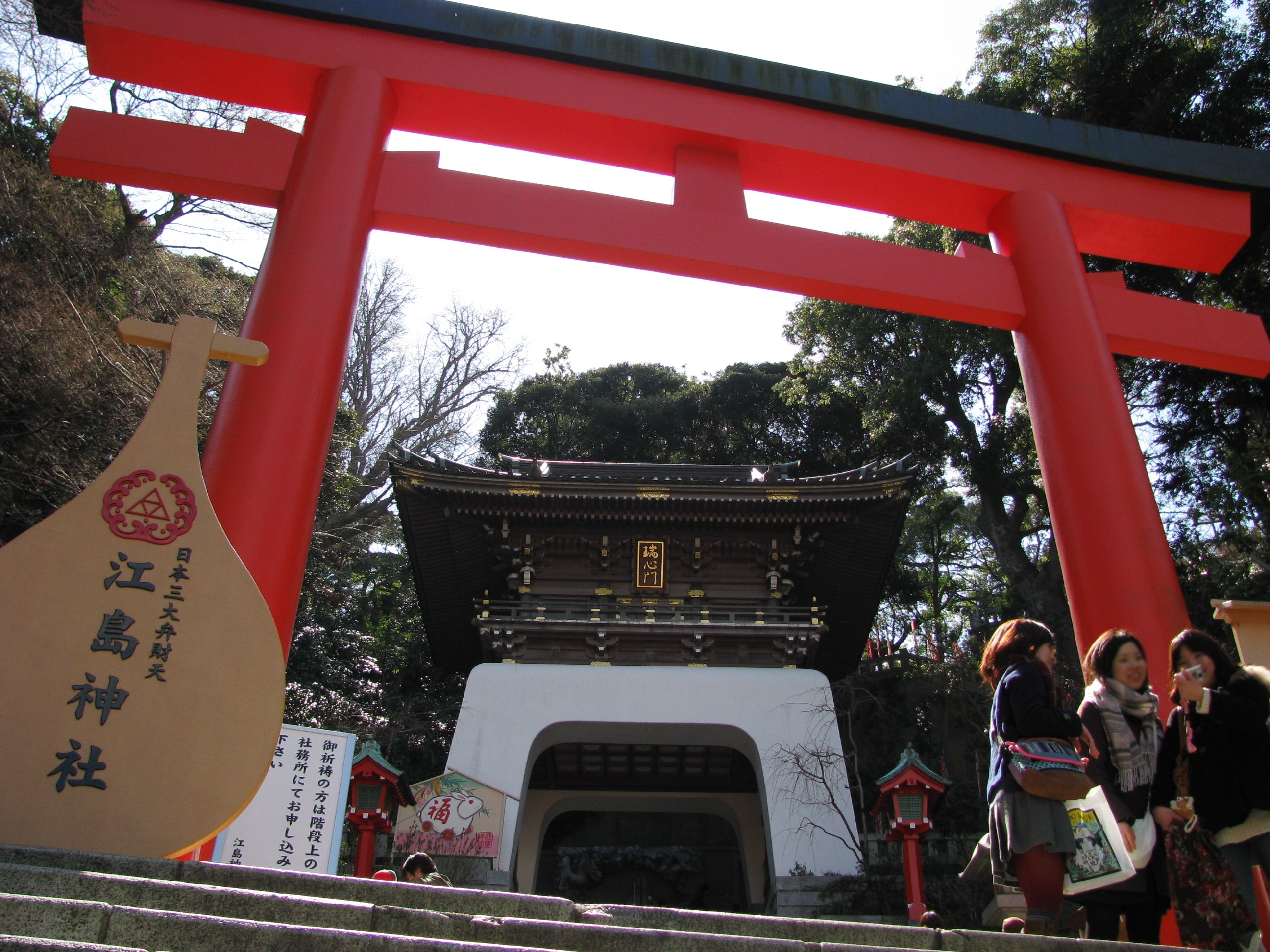
Эносима-дзиндзя[англ.]
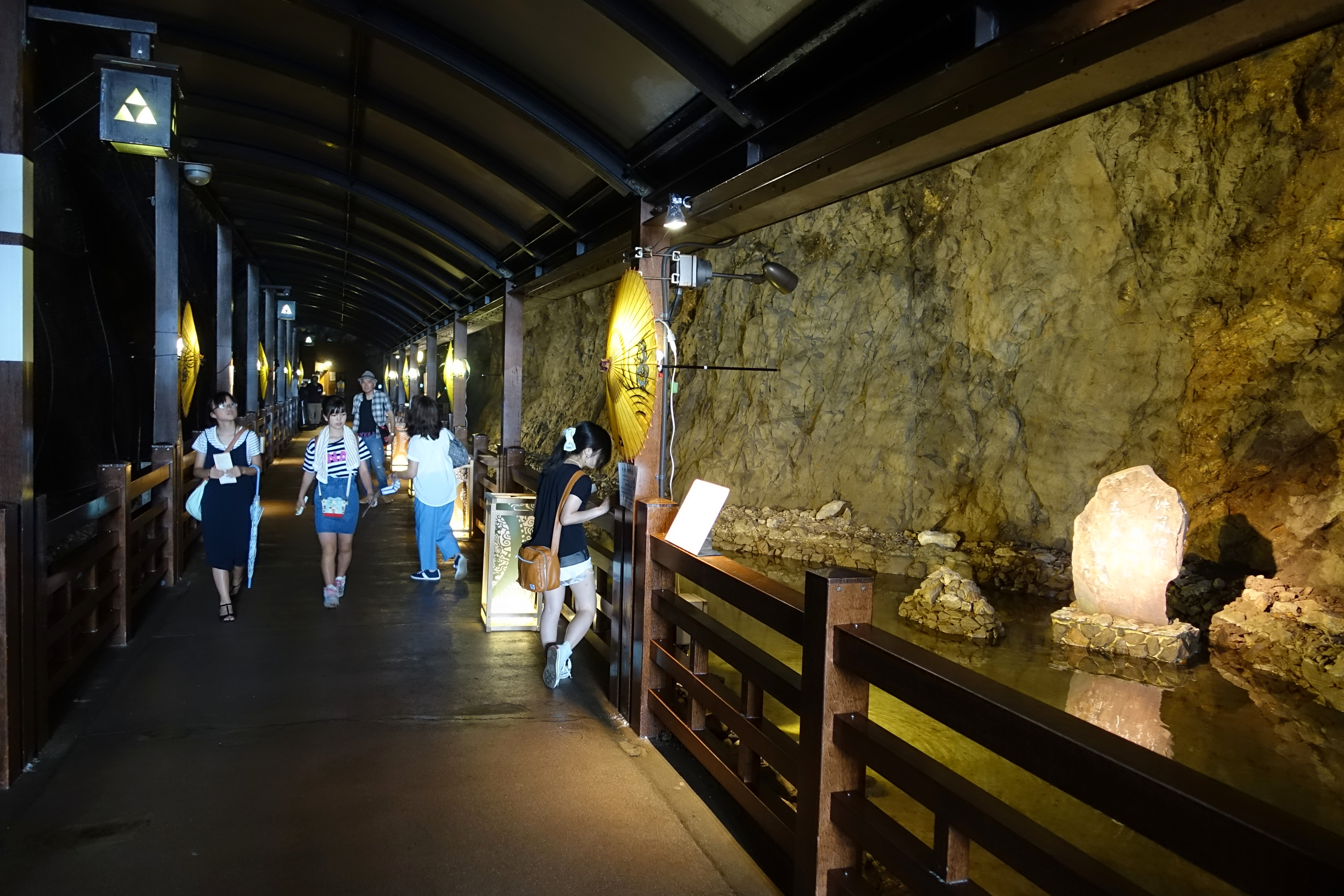
Пещеры Эносима-Ивая (岩屋)
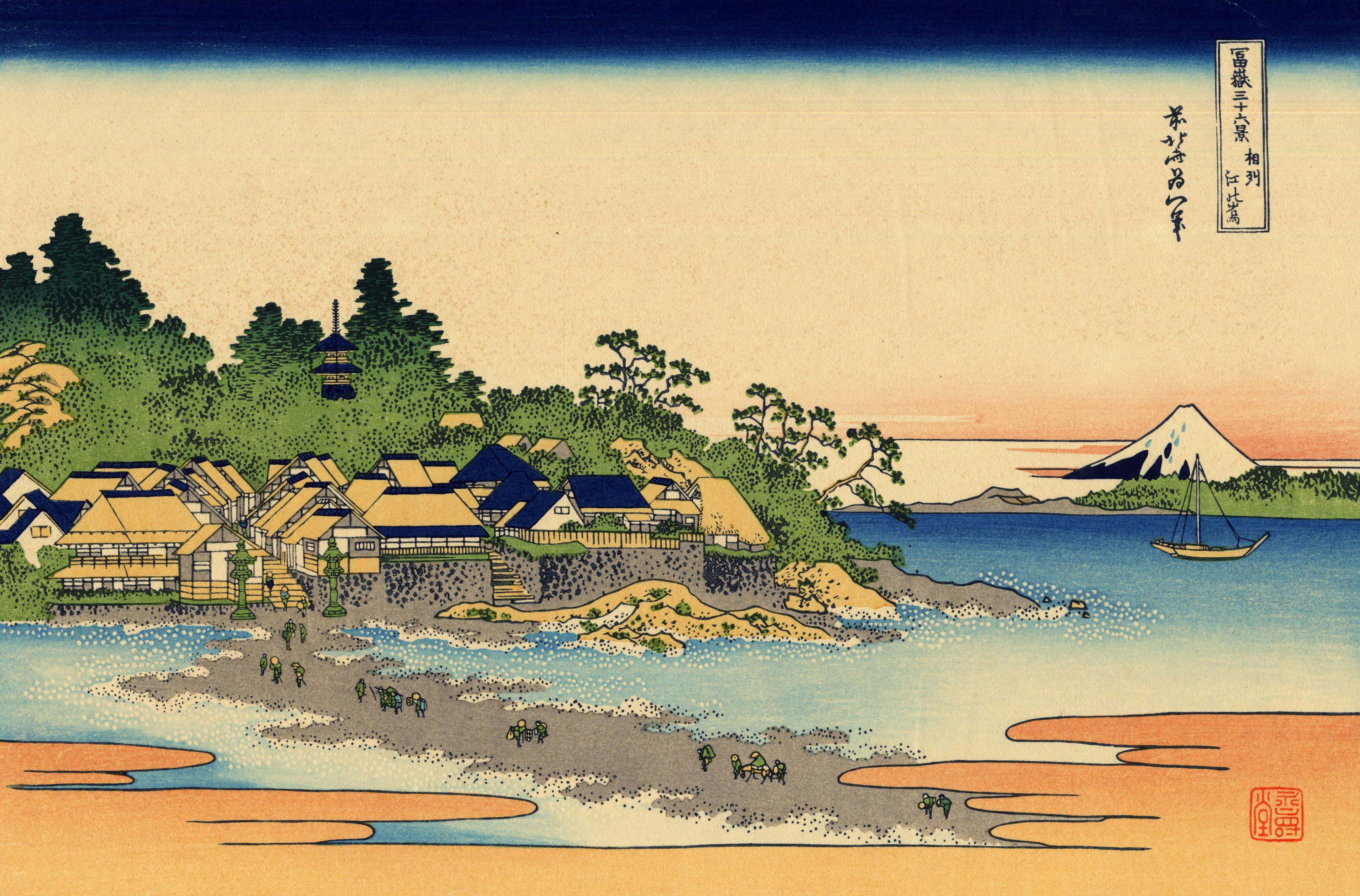
Цветная ксилография Хокусая «Эносима в провинции Сагами»
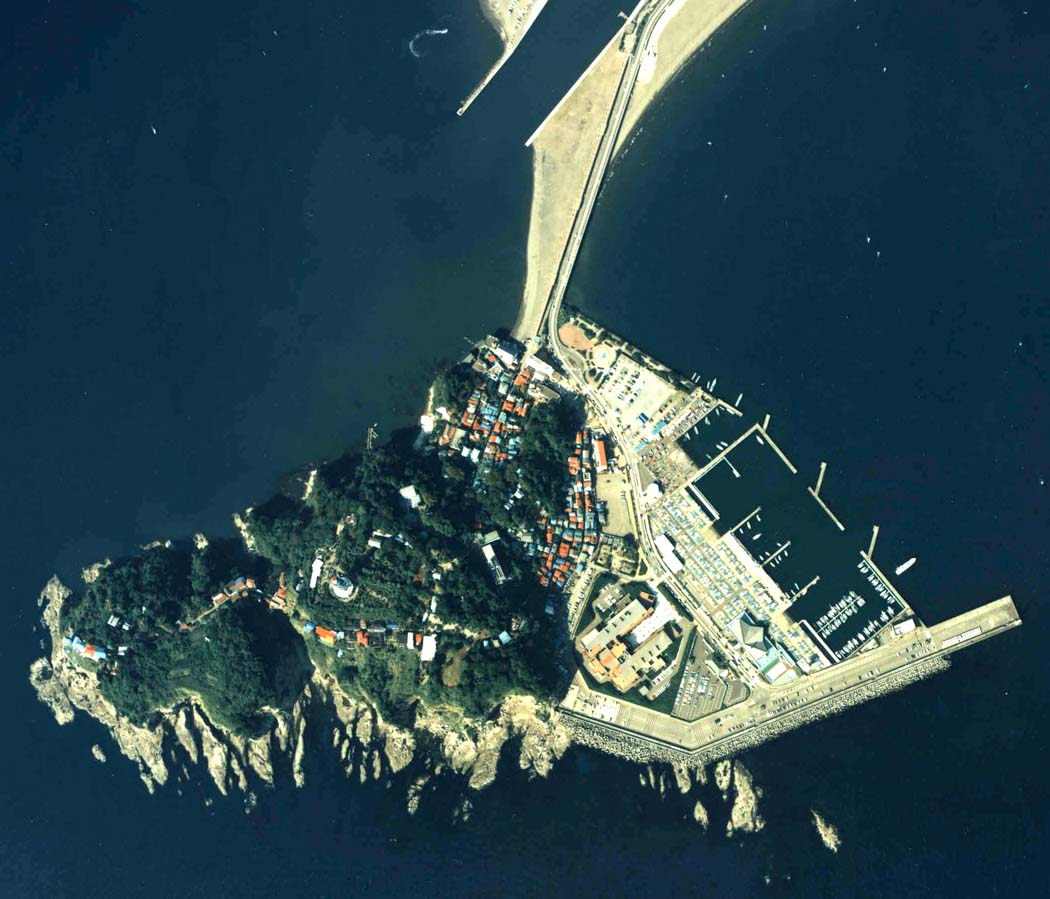
Вид на остров с высоты птичьего полёта, 1988 год